# Jugoslaviens Davis Cup-lag
Jugoslaviens Davis Cup-lag styrdes av jugoslaviska tennisförbundet och representerade Jugoslavien i tennisturneringen Davis Cup, tidigare International Lawn Tennis Challenge. Jugoslavien debuterade i sammanhanget 1927. Sista turneringen spelade man 1992, innan uppdelningen i Serbien och Montenegro (senare Serbien respektive Montenegro), Kroatien, Slovenien, Makedonien och Bosnien och Hercegovina.
1952 hoppade Dragutin Mitić och Milan Branović, med 29 respektive 4 matcher, av från Jugoslavien.

### Fotnoter
1. ↑  IRON CURTAIN: Travelers Arkiverad 21 juli 2013 hämtat från the Wayback Machine., TIME